# Es Navidad
Es Navidad é o sexto álbum de estúdio e segundo natalino da boy band porto-riquenha Menudo, lançado em 1980 pela gravadora Padosa. Faziam parte do grupo: os irmãos Melendez, Oscar e Ricky, René Farrait, Johnny Lozada e Xavier Serbiá.
Em relação à sua produção, da mesma forma que em seus discos anteriores, o coro das canções era reforçado com as vozes de coristas profissionais a professora de canto do quinteto, Marilyn Pagán. O repertório inclui duas canções que estão presentes em seu antecessor, ¡Felicidades!, de 1979, a saber: "El chiji navideño" e "Eso es lo mío".
O álbum não foi lançado nos Estados Unidos, mas em 1983, todas as canções foram incluídas na compilação Feliz Navidad — Con 14 éxitos navideños, lançado exclusivamente no país. O LP e o K7 trazem uma capa diferente apresentando os integrantes do grupo vestidos de Papai Noel. Na lista de faixas, quatro canções do álbum natalino anterior, ¡Felicidades!, foram adicionadas. O álbum obteve boa repercussão no país, aparecendo na parada musical da revista Billboard dedicada a álbuns latinos.

## Recepção crítica
De acordo com  Damarisse Martínez Ruiz, autora do livro Menudo: El Reencuentro con la Verdad, a produção do álbum não se destaca pela qualidade musical, apresentando conteúdo simplista e pouco desenvolvido.

## Desempenho comercial
Comercialmente, o álbum fez sucesso na Venezuela, tornando-se o primeiro fonograma do Menudo a atingir a vendagem de 100 mil cópias no país. De acordo com uma nota publicada em outubro de 1984, na revista estadunidense Cashbox, as vendas superaram 150 mil unidades em terras venezuelanas até aquela data. Em 9 de abril de 2023, a versão digital e remasterizada do álbum atingiu a 70ª posição na parada iTunes charts do México.

## Lista de faixas
- Créditos adaptados do LP Es Navidad, de 1980.[10]

| N.º | Título                | Compositor(es)       | Cantor(es)                    | Duração |  |
| 1.  | "La gallina"          | Herminio de Jesus    | René Farrait                  | 4:09    |  |
| 2.  | "Traigo una parranda" | H. de Jesus          | Xavier Serbiá                 | 2:51    |  |
| 3.  | "Las nubes"           |                      | Johnny Lozada                 | 2:45    |  |
| 4.  | "Las navidades"       | H. de Jesus          | Ricky Meléndez                | 3:04    |  |
| 5.  | "Chiji navideño"      | H. de Jesus          | Todos os membros do grupo     | 2:53    |  |
| 6.  | "Mi parranda"         | H. de Jesus          | Óscar Meléndez                | 2:52    |  |
| 7.  | "El tamborilero"      | Adaptada por Ed Diaz | Johnny Lozada                 | 3:10    |  |
| 8.  | "Eso es lo mío"       | H. de Jesus          | Óscar Meléndez e René Farrait | 3:14    |  |
| 9.  | "Voy tambien"         | Curet Alonso         | Johnny Lozada                 | 2:34    |  |
| 10. | "Año nuevo y reyes"   | Juan de Dios Guzman  | Johnny Lozada                 | 2:01    |  |

## Tabelas

### Tabelas semanais
| Tabela musical (2023) | Melhor posição |
| --------------------- | -------------- |
| México (iTunes Chart) | 70             |

## Certificações e vendas
| Região    | Certificação | Vendas estimadas |
| --------- | ------------ | ---------------- |
| Venezuela | Ouro         | 150.000          |